# Alexander Johnson
 (novembre 2019).
Si vous disposez d'ouvrages ou d'articles de référence ou si vous connaissez des sites web de qualité traitant du thème abordé ici, merci de compléter l'article en donnant les références utiles à sa vérifiabilité et en les liant à la section « Notes et références ».
Pour les articles homonymes, voir Johnson.
Alexander Canterell Johnson, né le 8 février 1983 à Albany dans l'État de Géorgie, est un joueur américain de basket-ball.

## Biographie

### Université
Johnson joue pour Dougherty Comprehensive High School à Albany, en Géorgie et a joué à l'université d'État de Floride pendant trois saisons. Un joueur d'intérieur dur et athlétique avec un saut vertical de un mètre, il présente des moyennes de 13,2 points, 7,4 rebonds et 1,0 contre par match pour les Séminoles au cours de la saison 2005-2006.

### Carrière de la NBA
Johnson est sélectionné à la 45e position de la draft NBA de 2006 par les Pacers de l'Indiana. Il est immédiatement échangé aux Trail Blazers de Portland puis aux Grizzlies de Memphis le jour de la draft. Il a joué en 59 matchs au cours de la saison 2006-2007 avec les  Grizzlies de Memphis, ayant une moyenne de 4,4 points et 3,1 rebonds  par match.
Le 24 août 2007, Johnson signe avec le Heat de Miami et joueras dans 43 matchs pour Miami pendant la saison 2007-2008, avec une moyenne de 4,2 points et 2,2 rebonds, en 12,8 minutes par match,.
Le 23 juin 2008, le Heat de Miami a annoncé qu'ils coupé. Deux mois plus tard, il signe avec Brose Baskets de Bamberg, en Allemagne.
Johnson reviens en NBA dans la NBA D-League avec les Sioux Falls Skyforce.  